# Daniel Lehár
Daniel Lehár (8 de septiembre de 2001) es un deportista de la República Checa que compite en atletismo. Ganó una medalla de plata en el Campeonato Europeo de Atletismo Sub-20 de 2019, en la prueba de 4 × 400 m.